# Феномен (филм)
Феномен (енгл. Phenomenon) је филмска драма из 1996. 

## Радња
Џорџ Мели (Џон Траволта) је љубазан аутомеханичар, који живи у малом пријатељском граду у северној Калифорнији. На забави у локалном бару на свој 37. рођендан, стојећи на улици, на небу види групу јарких белих светала, која на крају изазивају јак звук који га обара с ногу. Када поново уђе у бар, сазнаје да нико није чуо звук нити видео светло. Његови пријатељи у шали претпостављају да је превише попио.
У данима који су уследили, Мели је почео да се осећа као геније, лако је упијао огромне количине информација, развијао нове револуционарне идеје, па чак и демонстрирао телекинезу. Не може да спава и углавном седи целе ноћи и чита 2 или 3 књиге у једном дану о ономе што је одувек желео да зна.
Џорџ покушава да искористи своју нову интелигенцију за добробит заједнице. У почетку су локални људи били заинтригирани и изненађени Џорџовим новим могућностима, али како су расле, чланови заједнице су га се постепено плашили, са изузетком Лејс Пенамин (Кира Сеџвик), локалног доктора Док Брандера (Роберт Дувал) и најбољег пријатеља Нејта Поупа (Форест Витакер). Ситуација постаје још компликованија када ФБИ ухапси њега и његовог пријатеља због декодирања строго поверљиве Морзеове азбуке, сигнала који је чуо са Нејтовог краткоталасног радија.
Док учествује на градском сајму, Џорџ жели да објави своја револуционарна открића заједници у нади да ће побољшати животе људи, уместо тога грађани су више заинтересовани за приказивање телекинезе. Мели губи свест и враћа се свести у болници, где др Брендер објашњава шта је изазвало промену интелигенције. У ствари, Џорџ има тумор, али уместо да га уништи, он стимулише мозак.
Када се врати кући, Џорџ даје Нејту своје белешке. Он даје све од себе да изрази последњу вољу смртно болесне особе, и умире, остављајући своје идеје у наслеђе.

## Улоге
| Глумац         | Улога                |
| -------------- | -------------------- |
| Џон Траволта   | Џорџ Мали            |
| Кира Сеџвик    | Лејс Пенамин         |
| Форест Витакер | Нејт Поуп            |
| Роберт Дувал   | Док Брандер          |
| Џефри Деман    | Професор Џон Ринголд |
| Ричард Кили    | Др Велин             |
| Брент Спајнер  | Др Боб Нидорф        |
| Вито Ругинис   | Тед Ром              |
| Брус А. Јанг   | ФБИ агент Џек Хач    |
| Мајкл Милхоан  | Џим                  |
| Шон О'Брајан   | Бејнс                |
| Дејвид Галагер | Ал Пенамин           |
| Ешли Бучиле    | Глори Пенамин        |
| Тони Џенаро    | Тито                 |
| Трој Еванс     | Роџер                |

## Зарада
Филм је у САД зарадио 104.636.382 $.
- Зарада у иностранству - 47.400.000 $
- Зарада у свету - 152.036.382 $